# Humberto Buchelli
Humberto Buchelli (* 27. Juli 1919 in Uruguay) ist ein ehemaliger argentinisch-uruguayischer Fußballspieler auf der Position eines Stürmers und späterer Fußballtrainer.

## Leben
Buchelli spielte zunächst für den brasilianischen Verein Flamengo Rio de Janeiro. 1946 stieß der gebürtige Uruguayer, der aufgrund seiner aus Buenos Aires stammenden Vorfahren zwei Staatsangehörigkeiten besaß, zu Cruzeiro Belo Horizonte und erzielte dort bei zwölf Einsätzen vier Tore. Später wechselte er in die portugiesische Liga, wo er für Belenenses Lissabon spielte, bei denen er im Anschluss an seine aktive Laufbahn auch erstmals eine Trainertätigkeit ausübte. Zehn Jahre lang war er bei insgesamt sechs portugiesischen Vereinen als Trainer tätig, bevor er sich in Mexiko niederließ, wo er am Ende der Saison 1964/65 mit dem CD Nacional Guadalajara den Abstieg aus der höchsten Spielklasse hinnehmen musste. Ferner trainierte er den CA Morelia und in der Saison 1970/71 die UANL Tigres.